# Brunvingetrupialer
Brunvingetrupialer (Agelaioides) är ett litet släkte i familjen trupialer inom ordningen tättingar. Släktet med förekomst i Sydamerika omfattar numera endast två arter som tidigare betraktades som en och samma art:
- Grå brunvingetrupial (A. badius)
- Blek brunvingetrupial (A. fringillarius)